# Provinz Cuando Cubango

Lage von Cuando Cubango in Angola

Cuando Cubango, auch Kuando Kubango, war eine Provinz des afrikanischen Staates Angola. Die Provinz hatte eine Fläche von 199.049 km², ihre Hauptstadt war Menongue. Zum 5. September 2024 wurde die Provinz in die neuen Provinzen Cuando und Cubango aufgeteilt.

## Geografie
Die Provinz grenzte im Westen an die Provinzen Cunene und Huíla und im Norden an Bié und Moxico. Im Osten grenzte sie an die Westprovinz in Sambia und im Süden an die Regionen Sambesi, Kavango-Ost, Kavango-West und Ohangwena in Namibia.
Der Name der Provinz war von den Flüssen Cuando und Cubango (Okavango) abgeleitet, die durch die östlichen und westlichen Ränder der Provinz flossen. Ein weiterer großer Fluss, der die Provinz durchfloss, war der Cuito, der wie die beiden anderen seine Quellen im Hochland von Bié hat und entlang dem die Provinz 2024 aufgeteilt wurde.

## Verwaltung
Folgende Kreise (Municípios) lagen in der Provinz:
- Calai
- Cuangar
- Cuchi
- Cuito Cuanavale
- Dirico
- Mavinga
- Menongue (Hauptstadt)
- Nancova
- Rivungo

## Politik
Im Mai 2019 wurden mehrere Mitglieder des Kabinetts von Governador Pedro Mutindi wegen Korruptionsverdachts verhaftet. Es handelte sich dabei um die Kabinettdirektoren Jossi Hermenegildo Pedro und Isaac Severino Kanjengo sowie die Vice-Governadora Sara Luísa Mateus, die auch Mitglied des Zentralkomitees der MPLA waren. Schon dem vorangegangenen Governador der Provinz General Francisco Hígino Carneiro wurde vorgeworfen, öffentliche Gelder, die für den Bau von Krankenhäusern, Schulen und Wohnungen für Staatsbeamte bestimmt waren, für den Bau seiner privaten 30-Zimmer Lodge veruntreut zu haben. Im Juli 2019 wurde auch Governador Pedro Mutindi von Staatspräsident João Lourenço entlassen und durch den Ökonom Júlio Marcelino Vieira Bessa ersetzt. Gründe wurden nicht genannt.

## Einwohner
In der Provinz lebten rund 620.000 Einwohner (Schätzung 2019). Die Volkszählung 2014 ergab 534.000 Einwohner. Nach der US-Regierungsstatistik von 1988 betrug die provinzielle Bevölkerung 125.600, wobei nur schätzungsweise 3600 Personen in Stadtgebieten lebten.
Die Bevölkerung bestand aus einer Reihe kleiner ethnischer Gruppen, von denen einige zur Kategorie der Ganguela gehören, andere zu der der Xindonga, wieder andere zu den Khoisan. Alle leben von einer bescheidenen Subsistenzlandwirtschaft. Der Bürgerkrieg in Angola hat sie z. T. erheblich beschädigt, da in der dortigen Region, bei Jamba, das Hauptquartier der UNITA lag.

## Nationalparks
In Cuando Cubango befanden sich die beiden größten Nationalparks Angolas: die 2011 gegründeten Nationalparks Mavinga und Luengue-Luiana im Südosten der Provinz. Der Mavinga-Nationalpark hat eine Fläche von rund 46.000 km² (entspricht etwa der Größe von Niedersachsen), der Luengue-Luiana Nationalpark eine Fläche von 22.610 km² (entspricht etwa der Größe von Mecklenburg-Vorpommern). Er grenzt im Süden an Namibia und im Osten an Sambia. Beide sind Teil der Kavango-Zambezi Transfrontier Conservation Area (KAZA), in dem 36 Nationalparks und Reservate von Angola, Namibia, Botswana, Sambia bis Simbabwe zusammengefasst sind mit einer Gesamtfläche von 520.000 km². Anfang 2019 wurden im Luengue-Luiana Nationalpark 14 Wildtierarten gezählt, es fehlen jedoch die „klassischen“ Wildtiere Afrikas wie Elefant, Giraffe, Nashorn oder Löwe. Zwei Jahre zuvor gab es dort noch Elefanten, die aus Botswana zurückgekehrt waren, sie wurden jedoch von Wilderern getötet.